# Liste der Biografien/Muw
Liste der Biografien |
Portal Biografien |
Personensuche
# |
A |
B |
C |
D |
E |
F |
G |
H |
I |
J |
K |
L |
M |
N |
O |
P |
Q |
R |
S |
T |
U |
V |
W |
X |
Y |
Z |
?
 
Ma |
Mb |
Mc |
Md |
Me |
Mf |
Mg |
Mh |
Mi |
Mj |
Mk |
Ml |
Mm |
Mn |
Mo |
Mp |
Mq |
Mr |
Ms |
Mt |
Mu |
Mv |
Mw |
Mx |
My |
Mz
 
Mua |
Mub |
Muc |
Mud |
Mue |
Muf |
Mug |
Muh |
Mui |
Muj |
Muk |
Mul |
Mum |
Mun |
Muo |
Mup |
Muq |
Mur |
Mus |
Mut |
Muu |
Muv |
Muw |
Mux |
Muy |
Muz
Die Liste der Biografien führt alle Personen auf, die in der deutschsprachigen Wikipedia einen Artikel haben. Dieses ist eine Teilliste mit 14 Einträgen von Personen, deren Namen mit den Buchstaben „Muw“ beginnt.

## Muw

### Muwa
- Muwaan Mat, Herrscher der Maya-Stadt Palenque (612–615)
- Muwaffaq, persischer Arzt, Wissenschaftler
- Muwaffaq, al- (842–891), Regent unter Kalif al-Mu'tamid
- Muwafi, Murad (* 1950), ägyptischer Politiker und Generalmajor
- Muwallad, Ahmed al- (* 1988), saudischer Hürdenläufer
- Muwallad, Fahad al- (* 1994), saudi-arabischer Fußballspieler
- Muwallad, Osama al- (* 1984), saudi-arabischer Fußballspieler
- Muwallid, Khaled al- (* 1971), saudi-arabischer Fußballspieler
- Muwanga, Paulo (1924–1991), ugandischer Politiker, Präsident Ugandas
- Muwatalli, König von Kummuḫ
- Muwattalli I., hethitischer Großkönig
- Muwattalli II., hethitischer Großkönig
- Muwatti, hethitische Frau des Königs Mašḫuiluwa
- Muwawalwi, König des Šeḫa-Flusslandes